# Ève Curie

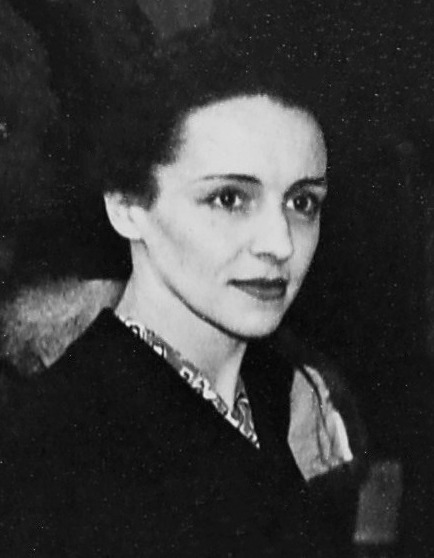
Ève Curie (1937)

Ève Denise Curie Labouisse (* 6. Dezember 1904 in Paris; † 22. Oktober 2007 in New York City) war eine französisch-US-amerikanische Schriftstellerin, Journalistin und politische Beraterin.

## Leben und Wirken

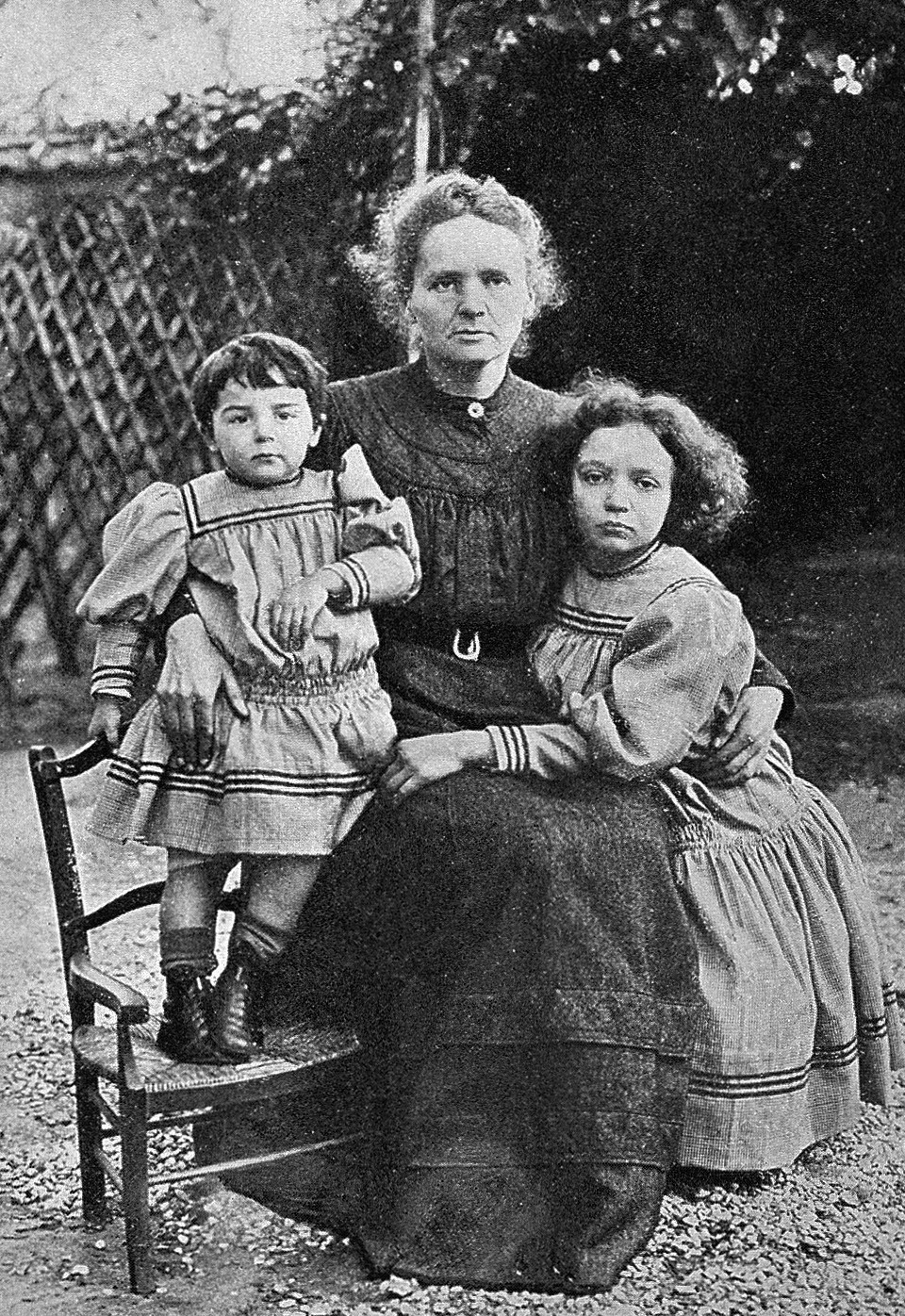
Ève (links) mit ihrer Mutter Marie Curie und Schwester Irène (1908)

Ève Curie war die Tochter der Physiker Marie und Pierre Curie und die jüngere Schwester der Physikerin Irène Joliot-Curie. 1921 überquerte sie mit ihrer Mutter und Schwester erstmals den Atlantik; die Curies wurden in den USA äußerst herzlich empfangen.
Als Jugendliche strebte Curie eine Karriere als Pianistin an; sie unternahm ab 1925 Konzertreisen durch Frankreich und Belgien. Da größere Erfolge ausblieben, wurde sie journalistisch und schriftstellerisch tätig. Daneben begleitete sie ihre Mutter, der sie nach ihrer Pubertät besonders nahe stand, auf Reisen durch Europa, unter anderem nach Belgien, Spanien, Italien und der Schweiz. Nach dem Tod ihrer Mutter 1934 verfasste sie deren Biografie. Das Buch wurde nach seinem Erscheinen im Herbst 1937 in zahlreiche Sprachen übersetzt und 1943 in Hollywood als Madame Curie mit Greer Garson verfilmt.
Während des Zweiten Weltkriegs war Curie zunächst Assistentin des Dichters Jean Giraudoux. In der Zeit der deutschen Besetzung entkam sie nach Großbritannien, wo sie sich als Freiwillige zu den Forces françaises libres Charles de Gaulles meldete. Als Kriegskorrespondentin bereiste sie zahlreiche Schauplätze des Krieges in der ganzen Welt und traf dabei mit bedeutenden Persönlichkeiten wie Winston Churchill, Chiang Kai-Shek, Shah Mohammad, Mahatma Gandhi und Eleanor Roosevelt zusammen. Ihre in dem Buch Journey Among Warriors (dt.: Eine Frau an der Front) gesammelten Reportagen wurden 1944 für den Pulitzer-Preis nominiert. Für ihren Dienst wurde sie mit dem Croix de guerre ausgezeichnet.
Nach dem Ende des Krieges arbeitete sie bis 1949 für die Tageszeitung Paris-Presse. Zudem beriet sie die Regierung de Gaulles in Frauenangelegenheiten und plädierte vor den Vereinten Nationen für die Anerkennung des Staates Israel. Von 1952 bis 1954 war sie Beraterin des ersten NATO-Generalsekretärs Hastings Ismay. Ève Curie heiratete 1954 den amerikanischen Diplomaten Henry R. Labouisse (1904–1987). 1958 nahm sie die US-Staatsbürgerschaft an.
Ihr Mann war von 1954 bis 1958 UN-Hochkommissar für die palästinensische Flüchtlingshilfe, dann von 1962 bis 1965 US-Botschafter in Griechenland, anschließend bis 1979 Exekutivdirektor des UN-Kinderhilfswerks UNICEF. Bereits seit 1954 engagierte sich Curie-Labouisse für Flüchtlingshilfe und später Kinderhilfe und war ebenfalls für UNICEF tätig. In dieser Funktion bereiste sie mit ihrem Mann über 100 Nationen. 1965 nahm das Ehepaar für die UNICEF den Friedensnobelpreis entgegen.
Nach dem Tod ihres Mannes 1987 lebte Curie-Labouisse in New York. Zu ihrem 100. Geburtstag erhielt sie Glückwünsche aus der ganzen Welt, darunter vom amerikanischen und französischen Präsidenten. UN-Generalsekretär Kofi Annan besuchte sie persönlich in ihrer Wohnung. Sie starb dort am 22. Oktober 2007 im Alter von 102 Jahren.

## Veröffentlichungen
- Madame Curie. Paris, Gallimard 1938.
- Madame Curie. Deutsche Übersetzung von Maria Giustiniani. Wien, Bermann-Fischer 1937.
- Eine Frau an der Front. Deutsche Übersetzung von Rose Richter. Zürich, Steinberg, 1946.
- Madame Curie, eine Biographie. 24. Aufl., Frankfurt am Main, Fischer-Taschenbuch-Verlag 1999. (Fischer Taschenbücher; 2243.) ISBN 3-596-22243-5.